# Diaporthe neilliae
Diaporthe neilliae är en svampart som beskrevs av Peck 1885. Diaporthe neilliae ingår i släktet Diaporthe och familjen Diaporthaceae.   Inga underarter finns listade i Catalogue of Life.